# Lümanda
Lümanda est un village de la commune de Lääne-Saare du comté de Saare en Estonie.
Au 31 décembre 2011, il compte 154 habitants.
En décembre 2014, il a absorbé le village de Kärdu.
Avant 2015, il était le centre administratif de la commune de Lümanda.